# Becky Anderson
Rebecca Anderson (Manchester, 15 november 1967) is een Brits journalist. Ze presenteert elke werkdag het programma Connect The World op CNN International.
Ze begon haar journalistieke carrière in de Amerikaanse staat Arizona in de jaren negentig en kwam in 1999 in dienst van CNN om World Business This Morning te presenteren. Naast haar huidige presentatiewerk doet ze tegenwoordig ook verslag van grote gebeurtenissen zoals het WK voetbal en de crisis in het Midden-Oosten.